# Ariana Afghan Airlines
Ariana Afghan Airlines (Pasjtoe: د آريانا افغان هوايي شرکت; Dari: هواپیمایی آریانا) is een Afghaanse luchtvaartmaatschappij.
Zij voert passagiers-, vracht- en chartervluchten uit zowel binnenlands als naar de omringende landen en Europa.

## Geschiedenis
Ariana Afghan Airlines is opgericht in 1956 met behulp van Pan American World Airways door de Afghaanse regering en het Indiase Indamer.
Tijdens de Russische bezetting staakte Ariana in 1985 haar vluchten tot 1988 toen Bakhtar werd overgenomen. Het routenet slonk tijdens de Taliban-periode tot nog twee routes nl. naar Dubai en Saoedi-Arabië.
Door de VN-sancties werd in november 2001 het gehele vliegverkeer stilgelegd. Na de verdrijving van de Taliban werden geleidelijk weer routes opgepakt, vooral naar de buurlanden maar later ook richting Europa en er kwamen ook weer binnenlandse vluchten.

## Bestemmingen
Ariana Afghan Airlines voert lijnvluchten uit naar (juli 2016):

### Binnenland
- Kabul
- Kandahar
- Mazar
- Herat

### Buitenland
- Dubai
- Istanboel
- Moskou
- Ankara
- Delhi
- Koeweit
- Jeddah

## Vloot
De vloot van Ariana Afghan Airlines bestaat uit (juli 2016):
- 2 Airbus A300-B4
- 2 Airbus A320-200
- 3 Boeing 737-400

## Europese Lijst Vliegverboden
Ariana Afghan Airlines staat op de zwarte lijst, opgesteld door de Europese Unie, van vliegtuigmaatschappijen die niet in het Europese luchtruim mogen vliegen.